# Ашланд (окръг, Уисконсин)
Окръг Ашланд (на английски: Ashland County) е окръг в щата Уисконсин, Съединени американски щати. Площта му е 5941 km², а населението - 16 866 души (2000). Административен център е град Ашланд.